# Mild Seven
Mild Seven (マイルドセブン, Mairudo Sebun) est une marque de cigarettes produite par la société Japan Tobacco. Mild Seven est à la troisième place du nombre de cigarettes fumées dans le monde, derrière Marlboro et Camel. Fabriquées à Tokyo à l'origine par Japan Tobacco Inc., elles eurent un grand succès depuis leur création en 1977.
Le 1er février 2013, la marque change de nom pour celui de Mevius (メビウス).

## Sponsoring en Formule 1

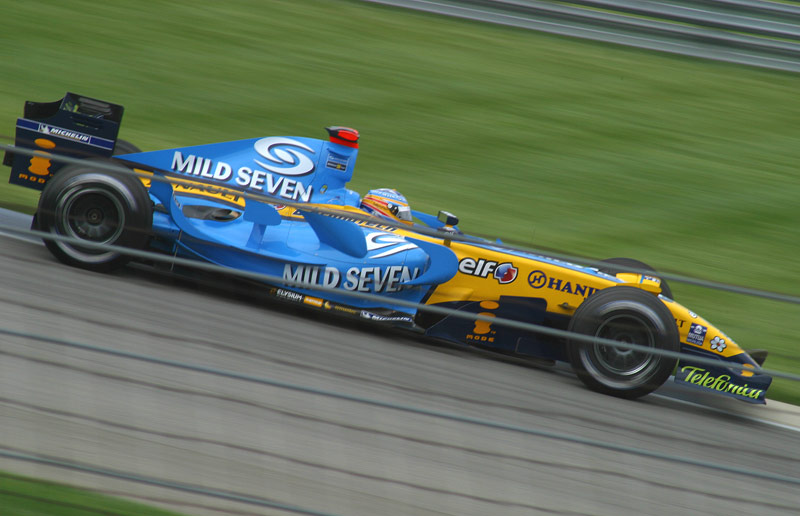
Fernando Alonso sur une Renault sponsorisée par Mild Seven en 2006

Japan Tobacco a été, par le biais de Mild Seven, le principal sponsor de l'équipe Benetton à partir de 1994. L'association continua après le rachat de Benetton par Renault. L'entreprise devait sponsoriser Renault jusqu'à la fin de la saison 2009 de Formule 1, mais elle a mis fin à ce parrainage à la fin de la saison 2006 en raison de l'interdiction de la publicité pour le tabac en Europe.
À part Benetton et Renault, Mild Seven a aussi parrainé les écuries Tyrrell Racing de 1993 à 1996 et Minardi en 1997.
Michael Schumacher (1994 et 1995) et Fernando Alonso (2005 et 2006) seront champions du monde sur des voitures sponsorisées par Mild Seven, de même que les écuries Mild Seven Benetton Renault (1995) et Mild Seven Renault F1 Team (2005 et 2006) seront championnes du monde des constructeurs.